# Theodor Wijkander (jurist)

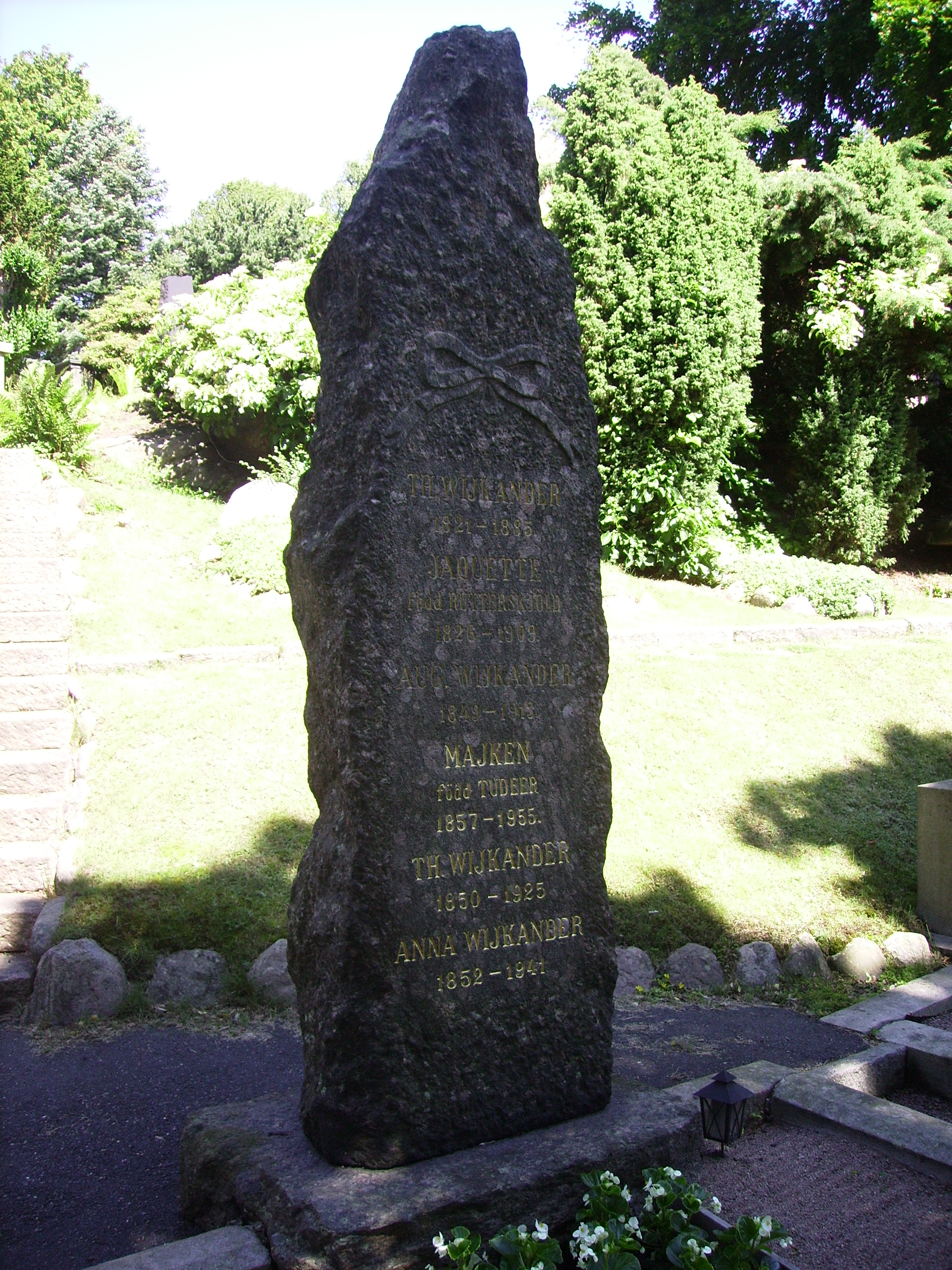
Theodor Wijkanders gravvård på Östra kyrkogården, Göteborg.

Carl Rutger Theodor Wijkander, född 13 juni 1850 i Klara församling, Stockholm, död 15 december 1925 i Oscars församling, Stockholm, var en svensk jurist. Han var son till general Theodor Wijkander och Jaquette Rütterskjöld samt bror till August, Rutger och Berndt Wijkander.
Wijkander avlade hovrättsexamen 1875 i Lund och 1877 juris kandidatexamen, blev 1878 docent i straffrätt där, 1879 vice häradshövding, 1885 assessor i Skånska hovrätten, 1889 revisionssekreterare, 1890 ledamot av Nya lagberedningen och 1891 byråchef förlagärenden samt var 1893–1908 justitieråd. Åren 1909–1912 var han styrelseordförande i Svenska Handelsbanken. År 1894 kreerades han till juris hedersdoktor i Köpenhamn.

## Utmärkelser
- Kommendör med stora korset av Nordstjärneorden, 1 december 1902.[4]